# Roscrea-brochen
Roscrea-brochen er en keltisk broche fra 800-tallet af pseudo halvbroche-typen, der blev fundet nær Roscrea, County Tipperary, Irland, før 1829. Den er fremstillet af støbt sølv, og dekoreret med zoomorfiske mønstre af dyr med åben mund og forgyldt filigran. Den måler ca. 9,5 cm i længden og er 8,3 cm bred. Sølvet er af en udsædvanlig kvalitet for irsk metalarbejde for perioden, hvilket indikerer at håndværkeren bag har handlet med materialer med bosatte vikinger og var påvirket af skandinavisk billedsprog og metalarbejds-teknikker.
Brochen blev genopdaget i 1820'erne, og var i kunster og antikvaren George Petries besiddelse i 1850, indtil den blev købt af Royal Irish Academy, Dublin i 1867, efter hans død året inden. Selvom den ikke bliver betragtet som værende ligeså innovativ eller vigtig som samtidig eksempler, som Tara-brochen, så er den fremstillet af materiale i udsædvandlig høj kvalitet, inklusive førsteklasses sølv og rav, der var svært at skaffe i Irland på dette tidspunkt.
Den er udstillet på National Museum of Ireland i Dublin.